# البرت کمپستر
البرت کمپستر (انگلیسی: Albert Kempster; ۲۳ اوت ۱۸۷۴ – ۲ ژانویهٔ ۱۹۵۲) ورزشکار ورزش تیراندازی اهل بریتانیا بود.
وی در مسابقات کشوری و بین‌المللی در مجموع برندهٔ ۲ مدال برنز شده‌است.